# Tróitske (Odesa)
Troitske (ucraniano: Троїцьке) es una localidad del Raión de Odesa en el Óblast de Odesa de Ucrania. Según el censo de 2001, tiene una población de 5178 habitantes.